# Brezpilotno zračno plovilo
Brezpilotno zračno plovilo (UAV) ali sistem brezpilotnega zrakoplova (UAS), znano tudi kot brezpilotni letalnik ali preprosto brezpilotnik oz. dron, je letalnik brez človeškega pilota, posadke ali potnikov. Upravlja in navigira se bodisi na daljavo, bodisi popolnoma avtonomno. Brezpilotni letalniki so bili prvotno razviti v dvajsetem stoletju za vojaške misije, ki so bile za ljudi preveč »dolgočasne, umazane ali nevarne«, do enaindvajsetega stoletja pa so postali bistveno sredstvo za večino oboroženih sil. Z izboljšanjem tehnologij nadzora in zniževanjem stroškov se je njihova uporaba razširila na številne nevojaške aplikacije. Sem spadajo zračno fotografiranje, nadzor območja, precizno kmetijstvo, spremljanje gozdnih požarov, spremljanje rek, spremljanje stanja okolja, opazovanje vremena, policijsko delo in nadzor, inšpekcijski pregledi infrastrukture, tihotapljenje, dostava izdelkov, zabava, dirke z droni in spopadi.